# Mani come rami, ai piedi radici
Mani come rami, ai piedi radici è un album dei Modena City Ramblers pubblicato il 10 marzo 2017.
Responsabile della grafica è "FolkeyMonkey" pseudonimo del cantante Davide Morandi. La copertina dell'album è un omaggio a The Joshua Tree degli U2, di cui ricorrono i 30 anni dalla pubblicazione

## Tracce
Edizioni musicali ModenaCityRecords.
1. Tri bicer ed grapa – 3:12
2. Grande fiume – 4:54
3. El Señor T-Rex – 4:41
4. Gaucho, io e te – 3:35
5. Welcome to Tirana – 3:14
6. Sogneremo pecore elettriche? – 5:12
7. My Ghost Town (feat. Calexico) – 5:36
8. Mani in tasca, rami nel bosco – 3:12
9. A un passo verso il cielo – 3:34
10. Volare controvento – 4:34
11. Ragas pin de stras – 3:44
12. Angelo del mattino – 5:19
13. Quacet putein – 4:48

Durata totale: 55:35